# Olympische Sommerspiele 1972/Teilnehmer (Jugoslawien)
| Gelbes Symbol für Goldmedaillen mit stilisierten Olympischen Ringen | Graues Symbol für Silbermedaillen mit stilisierten Olympischen Ringen | Braundes Symbol für Bronzemedaillen mit stilisierten Olympischen Ringen |
| ------------------------------------------------------------------- | --------------------------------------------------------------------- | ----------------------------------------------------------------------- |
| 2                                                                   | 1                                                                     | 2                                                                       |

Jugoslawien nahm an den Olympischen Sommerspielen 1972 in München mit einer Delegation von 126 Athleten (113 Männer und 13 Frauen) an 73 Wettkämpfen in 15 Sportarten teil. Fahnenträger bei der Eröffnungsfeier war der Wasserballspieler Mirko Sandić.

## Teilnehmer nach Sportarten

### Basketball
- 5. Platz
- Dragutin Čermak
- Krešimir Ćosić
- Miroljub Damjanović
- Blagoja Georgievski
- Vinko Jelovac
- Dragan Kapičić
- Žarko Knežević
- Milun Marović
- Nikola Plećaš
- Ljubodrag Simonović
- Damir Šolman
- Rato Tvrdić

### Boxen
- Svetomir Belić
- Mate Parlov
Gold  Halbschwergewicht
- Zvonimir Vujin
Bronze  Halbweltergewicht

### Gewichtheben
- Leopold Herenčić
- Jože Urankar

### Handball
- Gold
- Abas Arslanagić
- Petar Fajfrić
- Hrvoje Horvat
- Milorad Karalić
- Đorđe Lavrnić
- Milan Lazarević
- Zdravko Miljak
- Slobodan Mišković
- Branislav Pokrajac
- Nebojša Popović
- Miroslav Pribanić
- Albin Vidović
- Zoran Živković
- Zdenko Zorko

### Judo
- Pavle Bajčetić
- Slavko Obadov
- Stanko Topolčnik

### Kanu
- Janez Andrejašič
- Dušan Filipović
- Peter Guzelj
- Tone Hočevar
- Zlatan Ibrahimbegović
- Miloš Kralj
- Dubravko Mataković
- Ivan Ohmut
- Damjan Prelovšek
- Milan Spasovski
- Zlatomir Šuvački
- Dušan Tuma
- Franc Žitnik

### Leichtathletik
| Männer - Josip Alebić - Milorad Čikić - Ivan Ivančić - Miro Kocuvan - Dane Korica - Jože Međimurec - Zdravko Pečar - Milan Spasojević - Strećko Štiglić - Laszlo Ubori | Frauen - Breda Babošek - Đurđa Fočić - Radojka Francoti - Snežana Hrepevnik - Vera Nikolić - Nataša Urbančič |

### Radsport
- Cvitko Bilić
- Radoš Čubrić
- Eugen Pleško
- Jože Valenčič
- Janez Zakotnik

### Ringen
- Josip Čorak
Silber  Halbschwergewicht, griechisch-römisch
- Karlo Čović
- Sreten Damjanović
- Risto Darlev
- Momir Kecman
- Slavko Koletić
- Boško Marinko
- Milan Nenadić
Bronze  Mittelgewicht, griechisch-römisch
- Safer Sali
- Ištvan Semeredi

### Rudern
- Josip Bajlo
- Romano Bajlo
- Jože Berc
- Ivo Despot
- Zdravko Gracin
- Janez Grbelja
- Zdravko Huljev
- Miloš Janša
- Stevo Macura
- Marko Mandič
- Nikola Mardešić
- Duško Mrduljaš
- Mladen Ninić
- Jure Potočnik
- Jadran Radovčić

### Schießen
- Petar Bajić
- Zdravko Milutinović

### Schwimmen
| Männer - Nenad Miloš - Predrag Miloš - Aleksandar Pavličević - Sandro Rudan | Frauen - Zdenka Gašparač |

### Segeln
- Minski Fabris
- Antun Grego
- Simo Nikolić

### Turnen
| Männer - Janez Brodnik - Ivica Hmjelovac - Zoran Ivanović - Milenko Kersnić - Drago Šoštarić - Miloš Vratič | Frauen - Nataša Bajin-Šljepica - Olga Bumbić - Erna Havelka - Slaviča Kundačina - Nevenka Puškarević - Marija Težak |

### Wasserball
- 5. Platz
- Dušan Antunović
- Siniša Belamarić
- Ozren Bonačić
- Zoran Janković
- Ronald Lopatny
- Miloš Marković
- Uroš Marović
- Đorđe Perišić
- Ratko Rudić
- Mirko Sandić
- Karlo Stipanić